# かまいったーTV
『かまいったーTV』（かまいったーティーヴィー）は、Twitterで2019年11月14日から2022年3月31日まで配信されていたオリジナルLIVEバラエティ番組である。隔週木曜20:00 - 21:00の1時間番組。

## 概要
隔週木曜20:00 - 21:00に配信されていたTwitter社初のオリジナルLIVE番組。Twitter本社より生放送で配信が行われている。アーカイブは無期限で視聴できる。
毎回、MCであるかまいたちにちなんだゲストが登場する。ゲストはTwitterのフォロワー数が紹介され、フォロワー数に応じて紹介ボードや番組内の扱いに差が生じる。

## 出演者・配信日程
MC
かまいたち（濱家隆一、山内健司）
ゲスト・配信ツイート
| 回 | 配信日   | ゲスト                                      | 配信 | 備考         |
| -- | -------- | ------------------------------------------- | ---- | ------------ |
| 1  | 11月14日 | バイク川崎バイク、ネルソンズ                | 番組 |              |
| 2  | 11月28日 | 天竺鼠                                      | 番組 |              |
| 3  | 12月12日 | おたけ（ジャングルポケット） 松下（デニス） | 番組 |              |
| 4  | 12月24日 | 相席スタート                                | 番組 | Dineとコラボ |

| 回 | 配信日   | ゲスト                                | 配信 | 備考                                         |
| -- | -------- | ------------------------------------- | ---- | -------------------------------------------- |
| 5  | 1月9日   | パンサー                              | 番組 |                                              |
| 6  | 1月23日  | ミルクボーイ                          | 番組 |                                              |
| 7  | 2月6日   | みちょぱ（池田美優）                  | 番組 | 初の芸人以外ゲスト                           |
| 8  | 2月20日  | ニューヨーク                          | 番組 | バンドルカードとコラボ                       |
| 9  | 3月5日   | ジャルジャル                          | 番組 |                                              |
| 10 | 3月19日  | 山内恭（山内の父親）                  | 番組 | TSKとのコラボ、島根から放送                  |
| 11 | 4月2日   | コロコロチキチキペッパーズ            | 番組 |                                              |
| 12 | 4月16日  |                                       | 番組 | 第1回の再放送                                |
| 13 | 4月23日  |                                       | 番組 | 第2回の再放送                                |
| 14 | 4月30日  |                                       | 番組 | 第3回の再放送                                |
| 15 | 5月14日  | 藤崎マーケット                        | 番組 | リモート配信                                 |
| 16 | 5月28日  | 見取り図                              | 番組 | リモート配信                                 |
| 17 | 6月11日  | 池田一真（しずる） 関町知弘（ライス） | 番組 |                                              |
| 18 | 6月25日  | GAG                                   | 番組 |                                              |
| 19 | 7月9日   | 藤田ニコル                            | 番組 |                                              |
| 20 | 7月23日  | 宮下草薙                              | 番組 |                                              |
| 21 | 8月6日   | 三四郎                                | 番組 | ロッテとコラボ                               |
| 22 | 8月20日  | JO1                                   | 番組 | （川西拓実、金城碧海、佐藤景瑚 、白岩瑠姫 ） |
| 23 | 9月3日   | マヂカルラブリー                      | 番組 |                                              |
| 24 | 9月17日  | ぼる塾                                | 番組 |                                              |
| 25 | 10月1日  | ニッポンの社長                        | 番組 | KFCとコラボ                                  |
| 26 | 10月15日 | 相席スタート                          | 番組 | いい部屋ネットとコラボ                       |
| 27 | 10月29日 | 3時のヒロイン                         | 番組 | HottoMottoとコラボ                           |
| 28 | 11月12日 | 空気階段                              | 番組 | HottoMottoとコラボ                           |
| 29 | 11月26日 | 和牛                                  | 番組 | 番組一周年特別企画                           |
| 30 | 12月10日 | プラスマイナス                        | 番組 | LUCIDOとコラボ                               |
| 31 | 12月24日 | おいでやすこが                        | 番組 | Adidasとコラボ                               |

第12・13・14回は新型コロナウイルスの影響により、再放送が行われた。
| 回 | 配信日   | ゲスト                                             | 配信 | 備考                                |
| -- | -------- | -------------------------------------------------- | ---- | ----------------------------------- |
| 32 | 1月12日  | 小沢一敬 （スピードワゴン）                        | 動画 |                                     |
| 33 | 1月21日  | インディアンス                                     | 動画 | ※配信トラブル再開後のみアーカイブ化 |
| 34 | 2月4日   | レイザーラモン                                     | 動画 |                                     |
| 35 | 2月18日  | すゑひろがりず                                     | 動画 |                                     |
| 36 | 3月4日   | 令和ロマン                                         | 動画 | 三井住友カードとコラボ              |
| 37 | 3月18日  | 銀シャリ                                           | 動画 | 森永乳業                            |
| 38 | 4月1日   | オズワルド                                         | 動画 | サーティワン                        |
| 39 | 4月15日  | 錦鯉                                               | 動画 |                                     |
| 40 | 4月29日  | コマンダンテ                                       | 動画 |                                     |
| 41 | 5月13日  | かが屋                                             | 動画 |                                     |
| 42 | 6月10日  | わたるれぼりゅーしょん ボヨンボヨン岡本 ミッチェル | 動画 |                                     |
| 43 | 6月24日  | トータルテンボス                                   | 動画 | フィリップスとコラボ                |
| 44 | 7月8日   | シソンヌ                                           | 動画 | 明治プロビオヨーグルトR-1とコラボ   |
| 45 | 7月22日  | ランジャタイ                                       | 動画 |                                     |
| 46 | 8月5日   | 蛙亭                                               | 動画 |                                     |
| 47 | 8月19日  | 囲碁将棋                                           | 動画 |                                     |
| 48 | 9月2日   | 私立恵比寿中学                                     | 動画 |                                     |
| 49 | 9月16日  | ななまがり                                         | 動画 |                                     |
| 50 | 9月30日  | おかずクラブ                                       | 動画 | コミックシーモアとコラボ            |
| 51 | 10月14日 | そいつどいつ                                       | 動画 | アコムとコラボ                      |
| 52 | 10月28日 | ザ・マミィ                                         | 動画 |                                     |
| 53 | 11月11日 | ロバート                                           | 動画 | 番組二周年スペシャルゲスト          |
| 54 | 11月25日 | ジェラードン                                       | 動画 | ジャパネットたかたとコラボ          |
| 55 | 12月9日  | デニス                                             | 動画 | マンガBANG!とコラボ                 |
| 56 | 12月23日 | ニューヨーク                                       | 動画 | Omiaiとコラボ                       |

| 回 | 配信日  | ゲスト                              | 配信 | 備考                     |
| -- | ------- | ----------------------------------- | ---- | ------------------------ |
| 57 | 1月20日 | 鈴木伸之                            | 動画 | アコムとコラボ           |
| 58 | 2月3日  | モグライダー                        | 動画 |                          |
| ー | 2月17日 | （配信中止）                        | ー   |                          |
| 59 | 3月3日  | おいでやすこが                      | 動画 | アコムとコラボ           |
| 60 | 3月17日 | ダイアン                            | 動画 | コミックシーモアとコラボ |
| 61 | 3月31日 | 関町知宏（ライス）、KAƵMA（しずる） | 動画 | 最終回                   |

## コーナー

### 現在のレギュラー
かまいタイムライン
濱家、山内がそれぞれのTwitterの投稿を元に、2週間を振り返る。
遊ぼう！なかまたち！
ゲストが考案したゲームをかまいたちとともに行う。かまいたちと勝負し、かまいたちが勝てばゲストのTwitterに番組の配信ツイートを投稿させる。かまいたちが負けると、ゲストが自分たちの1分間PR、またはかまいたちが言うことを何でも聞く。
#打線組んでみた
第6回以降行われている。ゲストにちなんだ題材で打線を組む（野球の打順のイメージで内容をリストアップする）。ゲストが最初から組んだ状態で持ってきたり、ゲストと一緒に最初から組む場合がある。

### 過去のコーナー
#余談ですけど･･･
第5回まで行われた。濱家にまつわる小話を視聴者がツイートし、その中から山内が面白いと思ったものを番組で紹介する。その日の「ベスト余談」に選ばれた人を濱家が次の放送までフォローする。第4,5回では山内の余談も募集され、この回では濱家の余談を紹介した人を山内がフォロー、山内の余談を紹介した人を濱家がフォローした。
ダサ家コレクション
第7回で行われた。濱家が着なくなった私服を持参し、その場で着てみちょぱがダサ家（ダサい）かハマ家（ハマってる）かを判定した。ダサ家に選ばれた私服は視聴者プレゼントとなった。

## 公式グッズ
- かまいったーTVオリジナルパーカー
- かまいったーTV配信トラブル中アクリルスタンド（かまいたち山内Ver.）
- かまいったーTV配信トラブル中アクリルスタンド（かまいたち濱家Ver.）
- かまいったーTVスマホスタンド&ホルダー
- かまいったーTV Twitter投稿アクリルスタンド

## 配信元
かまいったーTV (@KamaitterTV) - X（旧Twitter）